# 마차리역
마차리역(Machari station, 馬次里驛)은 강원특별자치도 삼척시 신기면에 위치한 영동선의 철도역이다.
2008년 1월 1일부터 여객 열차가 정차하지 않는다.

## 역명 유래
마차나무(마위목)가 많이 있어 마차평이라 한데서 비롯되었다.

## 연혁
- 1940년 7월 31일: 배치간이역으로 영업 개시[1]
- 1967년 7월 1일: 보통역으로 승격[2]
- 1988년 1월 1일: 소화물 취급 중지[3]
- 1988년 12월 21일: 화물취급 중지[4]
- 1995년 4월 20일: 승차권 차내취급역 지정[5]
- 1997년 6월 1일: 배치간이역으로 격하(신기역 관리)[6]
- 2002년 9월 1일: 신기역에서 고사리역으로 피제어관리역 변경
- 2003년 8월 18일: 신역사 신축 착공
- 2004년 3월 21일: 역사 신축 준공
- 2004년 4월 1일: 철도승차권 단말기 철거
- 2008년 1월 1일: 여객 취급 중지
- 2008년 12월 8일: 무배치간이역으로 격하

## 참고 문헌
1. ↑  조선총독부관보 휘보 사설철도운수개시인가(1940.08.09)
2. ↑  철도청 고시 제341호(1967.06.28)
3. ↑  대한민국관보 철도청고시제38호, 1987년 12월 29일
4. ↑  대한민국관보 철도청고시제44호, 1988년 12월 17일
5. ↑  다만, 조회만 가능했던 철도승차권 단말기는 2004년까지 있었다고 한다. 실제로 전산 승차권 발권은 불가능했던 대신 대용권으로 간혹 발매되기도 하였다.
6. ↑  철도청고시 제1997-27호, 1997년 5월 22일.